# Giovanni Sbriglia
Giovanni Sbriglia   (Nàpols, 23 de juny de 1832 - París, 20 de febrer de 1916) fou un tenor italià i destacat professor de cant.
Sbriglia va assistir al conservatori de música de la ciutat sota Emanuele De Roxas abans de debutar, amb 21 anys, al Teatre San Carlo. A continuació, realitza una gira arreu d'Itàlia abans de ser contractat per Max Maretzek per a l'Academy of Music de la ciutat de Nova York. Sbriglia també va cantar a l'Havana, Cuba i a Mèxic, així com als Estats Units, fins al 1875, quan es va establir a París per dedicar-se a l'ensenyança.
Durant aquest període, va transformar sobretot a Jean de Reszke en el baríton més important a tenor líric-dramàtic del món. També va treballar amb els germans de la soprano Josephine de Reszke, Jean i Édouard, un famós baix. Entre els altres alumnes de renom de Sbriglia, hi havia la soprano dramàtica Lillian Nordica i la polonesa Adela Wilgocka, el baix Pol Henri Plançon, la soprano Mena Cleary, la soprano lírica Sibyl Sanderson i els tenors Vilhelm Herold, Vladímir Rózing, Annie Lippincott, filla de Grace Greenwood també va estudiar amb Sbriglia.
Sbriglia va ser membre de la Reial Acadèmia de Florència el 1890; fou també membre de l'Acadèmia francesa.